# Ludolfingerplatz
Der Ludolfingerplatz bildet zusammen mit dem Zeltinger Platz das Zentrum des Berliner Ortsteils Frohnau im Bezirk Reinickendorf. Beide Plätze und die Straßenbrücke sind ein Baudenkmalsensemble. Die gewidmeten öffentlichen Grün- und Erholungsanlage sind zudem als Gartendenkmal geschützt.

## Geschichte
Der Zeltinger und der Ludolfingerplatz entstanden als Schmuckplätze bei der Anlage der Gartenstadt Frohnau auf Veranlassung des Grafen Guido Henckel von Donnersmarck. Die in seinem Eigentum befindliche Berliner Terrain-Centrale hatte den Gartenarchitekten Ludwig Lesser mit der Planung der Grünanlagen beauftragt.
Der fast runde Ludolfingerplatz westlich der Brücke hieß seit seiner Anlage Bahnhofsplatz. Die Namensgebung am 20. Mai 1937 griff auf das „alte deutsche Herrschergeschlecht“ der Liudolfinger zurück. Den Charakter des Platzes bestimmen ein rechteckiger Brunnen, Blumenbeete, steinerne Sitzbänke, mit Buchsbäumchen gesäumte Wege und Rasenflächen. Der Rechteckbrunnen unterhalb der Terrassenanlage ist vier Meter breit und zehn Meter lang, das Becken besteht aus Beton. Die Fontänen können bis etwa 80 Zentimeter hochsteigen. Eine gestaltete Treppenanlage führt vom Platz hinauf zur Frohnauer Brücke.
Auf dem Platz enden von Süd nach Nord Welfenallee, Karmeliterweg, Sigismundkorso, Ludolfingerweg, und Maximiliankorso. Dem Platz hinzugerechnet wird eine kleinere dreieckige Fläche mit einem zwölfeckigen Fontänen-Springbrunnen östlich der größeren Grünanlage. 

## Am Platz

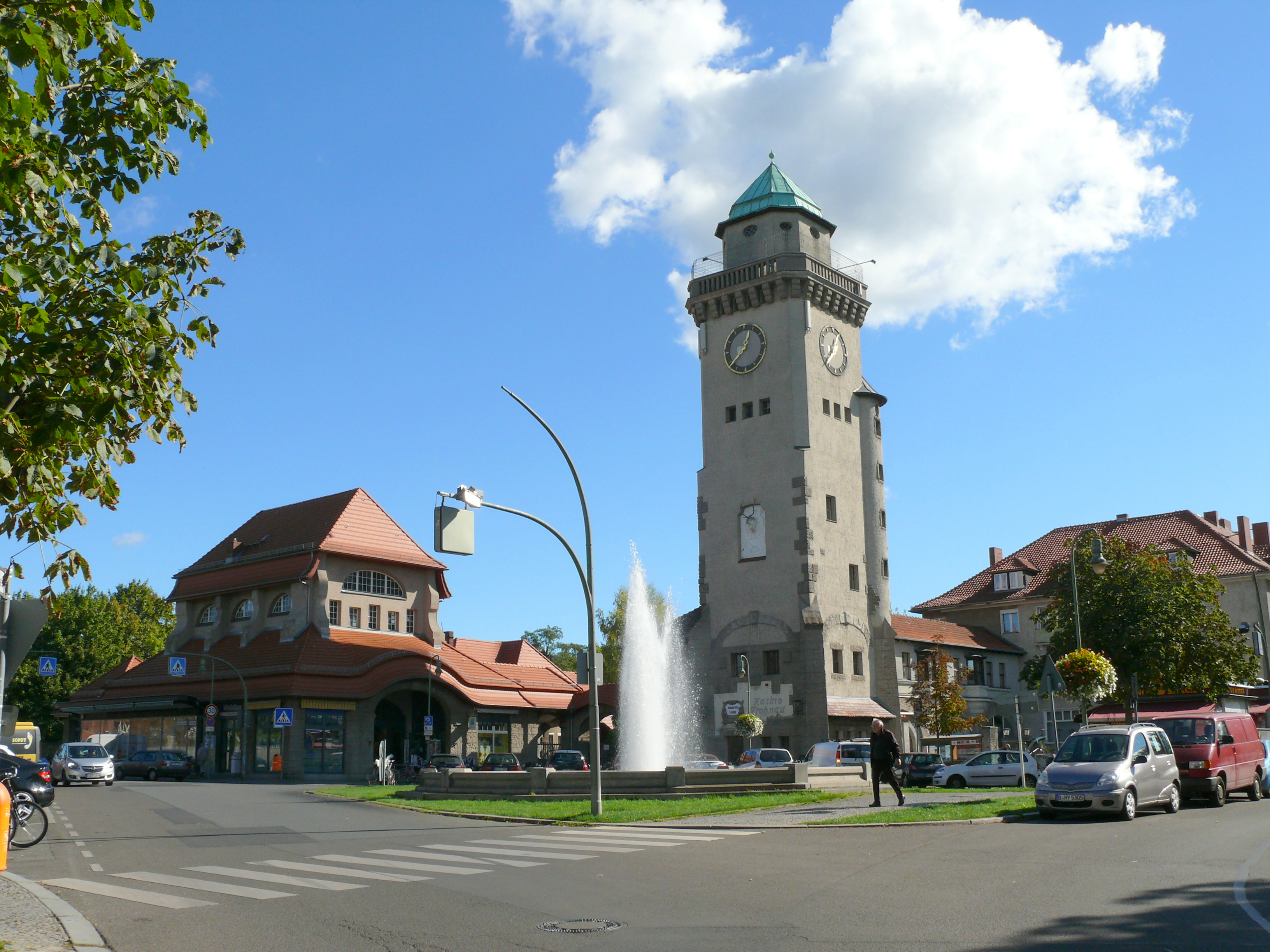
Frohnau Ludolfingerplatz S-Bahnhof mit Casinoturm

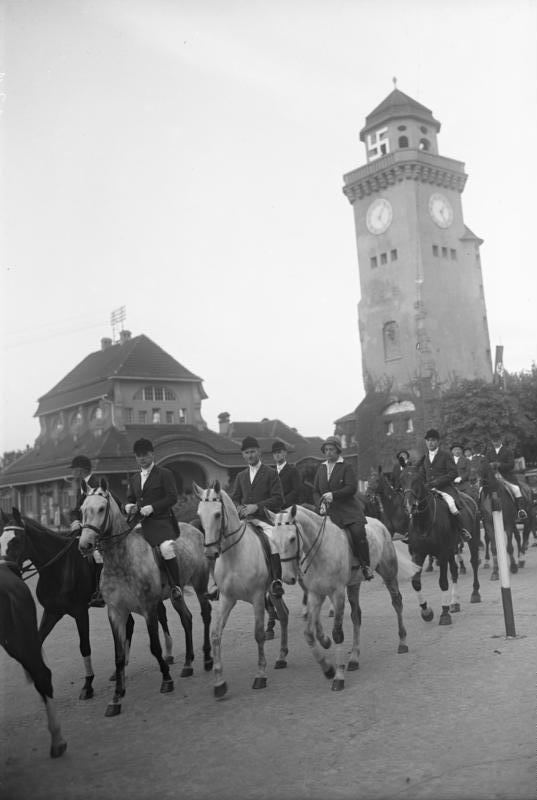
Jagdteilnehmer passieren den Bahnhofsplatz in Frohnau – im Hintergrund der Casinoturm mit Hakenkreuz, September 1932

Die in den Anfangsjahren an den beiden Plätzen entstandenen Einkaufsmöglichkeiten wie ein Delikatessengeschäft, Fleischereien, Frisör, Eisenwarenläden verschwanden inzwischen fast vollständig.
Das Wahrzeichen am Ludolfingerplatz ist der 35 Meter hohe Casinoturm, der im Jahr 1910 als Wasserturm mit Aussichtsplattform in Betrieb ging. Dem Turm vorgelagert war ein Kasinokomplex mit Restaurants, der im Zweiten Weltkrieg zerstört wurde. Turm und Kasino sind nach Plänen der Architekten Gustav Hart & Alfred Lesser errichtet worden. Der Turm, während des Krieges als Beobachtungsposten der Flak genutzt, und ein Verbindungstrakt zum Bahnhofsgebäude sowie der Bahnhofskomplex blieben unzerstört. Der Kasinoturm wurde als Teil eines Ensembles, das auch den Bahnhof und das Kasino umfasste, am 1. Mai 1910 fertiggestellt, sechs Tage vor der Gründungsfeier der Gartenstadt.
Als Ersatz für die zerstörten Kasinorestaurants entstand 1950/1951 ein Restaurant im Turm, das wieder Kasino genannt wurde. Der gesamte Komplex wurde 2017 saniert. Die Gastronomie im Turm steht aktuell (Mai 2025) leer. Seit Mai 2025 sind an besonderen Tagen wieder Besichtigungen des Turms möglich. 
Im Haus Nummer 4 befand sich viele Jahre das Postamt Frohnau I., in dem anfangs eine Dienstwohnung für den Postmeister vorhanden war. In den Jahren nach dem Zweiten Weltkrieg trat an seine Stelle das Polizeirevier 298, während das Postamt die Häuser 1 und 3 bezog. Die Häuser Ludolfingerplatz 2, 4 und 5 – Geschäfts- und Wohnhäuser – sind weitere Baudenkmale.